# Eliane Becks Nininahazwe
Eliane Becks Nininahazwe là một ca sĩ và nhạc sĩ người Burundi. Cô là người đã thúc đẩy nhận thức của người dân về AIDS / HIV ở Burundi và Hà Lan.

## Nghề nghiệp
Eliane Becks Nininahazwe sinh ra và lớn lên ở Murira, Gihanga, Burundi. Cô trưởng thành trong cuộc chiến giữa hai bộ tộc Hutu và Tutsi. Em gái cô đã chết khi sinh con vì họ không thể đưa cô ta đến bệnh viện. Cô được chẩn đoán mắc bệnh tiểu đường Loại 1, và bị tăng đường huyết. Nininahazwe cố gắng kiểm soát lượng đường trong máu của mình thông qua việc xét nghiệm máu thường xuyên. Dù bị trai bỏ trong khi cô mang thai, cô quyết định giữ lại đứa trẻ.
Bốn tháng sau khi sinh, Nininahazwe đã gặp một người Hà Lan tên là Michael Becks. Cô đã cùng anh chuyển đến Angola để làm việc. Khi đến bệnh viện kiểm tra định kỳ về bệnh tiểu đường, cô được chẩn đoán là nhiễm HIV. Sau đó, cô đã tìm đến các dịch vụ y tế ở Nam Phi. Vì sự kỳ thị với HIV ở Châu Phi, hai vợ chồng cô chuyển đến Hà Lan, rồi cô thành lập công ty Indonongo, được đặt tên theo một nhạc cụ dây được làm từ sừng bò mà cô chơi.
Cô đã trở thành một nhà hoạt động vì AIDS / HIV, thúc đẩy kiến thức về các vấn đề xung quanh căn bệnh này và chiến đấu chống lại sự kỳ thị vẫn còn phổ biến ở Châu Phi. Nininahazwe tiếp tục công khai thúc đẩy nhận thức về AIDS, với việc cô là một trong số khoảng hai trăm người quảng bá Ngày Thế giới phòng chống AIDS năm 2015 trên trang web chính thức. Là một phần của lễ kỷ niệm vào năm sau, cô đã hát tại một sự kiện ở Hà Lan nhằm thúc đẩy nhận thức về AIDS.

## Cuộc sống cá nhân
Cô đã kết hôn, sinh con và hiện đang sống ở Amersfoort, Hà Lan.